# Finländska tatarer

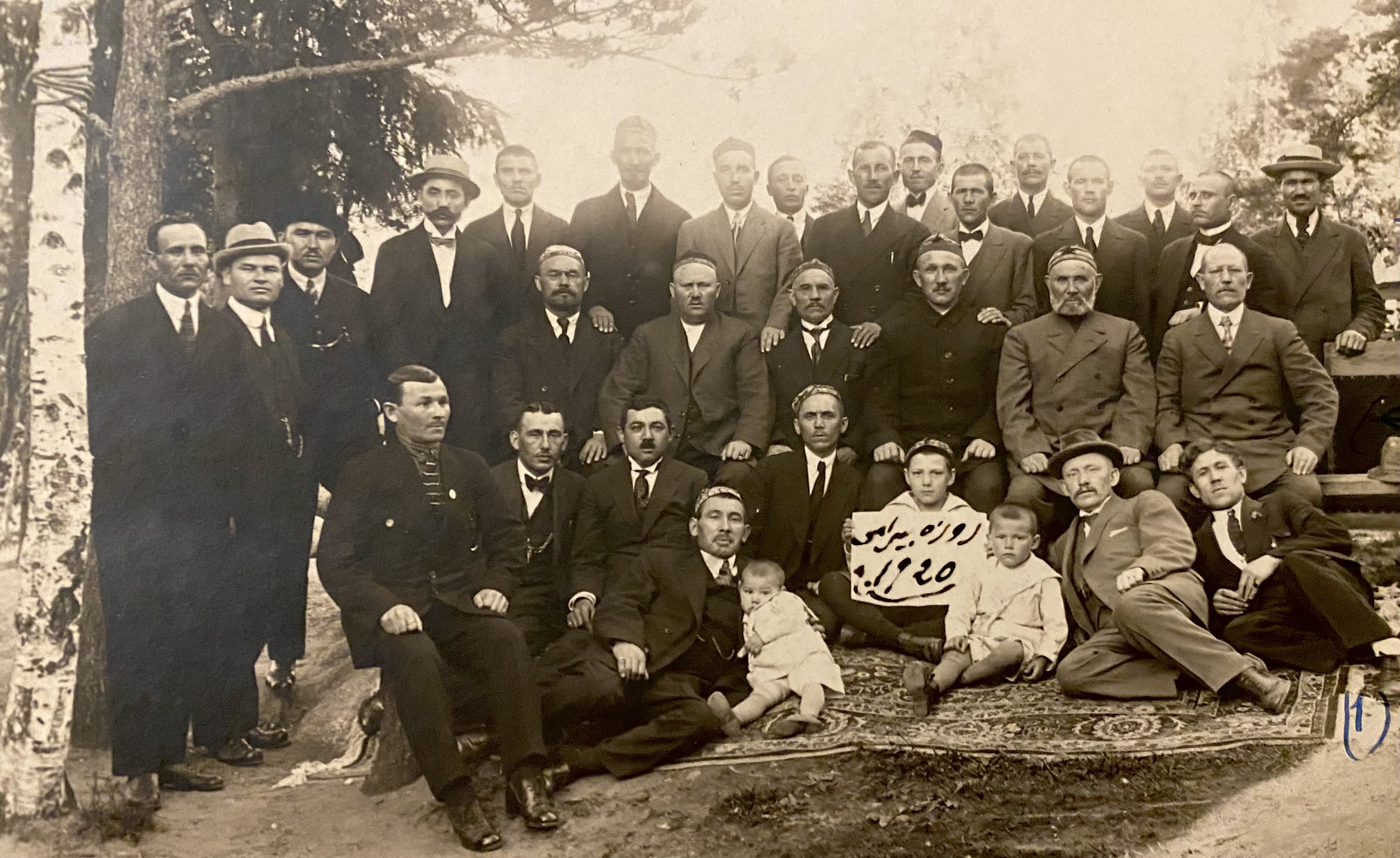
Tatarer i Helsingfors, 1920.

De finska tatarerna är en nationell minoritet i Finland, tillhörande folkgruppen tatarer. Gruppen omfattar totalt cirka 800 personer. Deras religion är islam.
Deras huvudorganisationer är den finska islamiska församlingen (Finlandiya Islam Cemaati, grundad 1925), Föreningen för finska turkar (Finlandiya Türkleri Birligi, grundad 1935) och sportklubben Yolduz (grundad 1945).
De första tatarerna i Finland var antagligen ur den ryska armén och bosatte sig där mellan 1808 och 1809; mesjtjerjakiska grupper flyttade senare in mellan 1870 och 1920 från en grupp om cirka 20 byar i Sergatj-området i Nizjnij Novgorod oblast vid floden Volga, sydöst om staden Nizjnij Novgorod.
De som bosatte sig i Viborg i Karelen flyttade till västra Finland när Viborg erövrades av Sovjetunionen år 1944.
Från 1948 till 1969 fanns det en tatarisk grundskola (Türk Halk Mektebi) i Helsingfors, som delvis subventionerades av den islamiska församlingen och dels av Helsingfors stad. Ungefär hälften av undervisningen var på finska och hälften på tatariska. Då det finska skolsystemet under 1970-talet genomgick en del reformer ledde detta till att skolan ansågs olönsam på grund av det låga antalet elever och villkoren för statsbidraget uppfylldes inte längre. Sedan dess har den islamiska församlingen under höst- och vårterminerna, efter skoltid, erbjudit regelbunden undervisning i det tatariska språket, kultur, religion och historia, med tatariska som undervisningsspråk. Ett tatariskt dagis har funnits sedan 1950-talet, som idag fortfarande existerar. Sommarkurser i tatariska hålls nu på tatariska i Kyrkslätt i Nyland.

## Kända finska tatarer
- Abdullah Ali (Affärsman, ordförande; 1925-2011)[1]
- Ymär Abdrahim (Affärsman, butiksinnehavare; 1882-1975)[2]
- Hasan Abdrahim (Speed skridskoåkare; 1914-1940)[2]
- Färid Ainetdin (Affärsman; 1938-)[3]
- Ibrahim Arifulla (Ordförande, bokförlag; 1901-1955)[4]
- Muassäs Baibulat (Ordförande, redaktör, skribent; 1929-)[5]
- Niran Baibulat (Bild- och textilkonstnär; 1960-)[6]
- Deniz Bavautdin (Ishockeyspelare, VD; 1953)[7]
- Gölten Bedretdin (Ordföranden)[8]
- Meral Bedretdin (En basketspelare; 1993-)[9]
- Ramil Belyaev (Imam)[8]
- Zinnetullah Ahsen Böre (Köpman, företagare, butiksägare, bokförläggare; 1886-1945)[10]
- Feyzi Ahsen Böre (Ishockeyspelare, bokförlag; 1917-1874)[10]
- Hamide Çaydam (Tatarisk språklärare)[11]
- Ymär Daher (Kulturpersonlighet, forskare, lärare i turkologi, filosofie doktor, vice domare; 1910-1999)[12]
- Okan Daher (Hederspresident för Tatarförsamlingen,  Kulturell influerare)[13]
- Ainur Elmgren (Historiker, serietecknare;1979-)[14]
- Aisja Hakimsan (Artist, ordförande, bokförläggare;1896-1972)[15]
- Räshid Hakimsan (Ishockeyspelare, domare; 1934-1997)[16]
- Weli-Ahmed Hakim (Imam; 1882-1970)[17]
- Jasmin Hamid (Skådespelare, politiker, investerare; 1984-)[18]
- Sadri Hamid (Poet; 1905-1987)[19]
- Hasan Hamidulla (Entreprenör, författare, journalist; 1900-1988)[19]
- Alimcan Idris (Teolog, lärare, journalist; 1887-1959)[20]
- Pervin Imaditdin (Arkitekt)[21]
- Atik Ismail (Fotbollsspelare, politiker, poet; 1957-)[22]
- Hasan Kanykoff (Politisk aktivist;1880-1954)[23]
- Halid Kurbanali (Musiker; 1927-1988)[24]
- Timur Kärki (Ordföranden; 1971-)[25]
- Gibadulla Murtasin (Lärare, ordförande, artist, journalist och skribent; 1895-1968)[26]
- Cemile Nisametdin (Musiker, skådespelare, artist)[27]
- Lotfi Nasib (Ishockeyspelare; 1926-2011)[28]
- Erkan Nasib (Ishockeyspelare, ordförande; 1944-2016)[29]
- Räshid Nasretdin (Fotograf; 1920-2010)[30]
- Ali Saadetdin (Entreprenör; 1949-)[31]
- Ali Saadetdin (Ishockeyspelare; 1947-)[32]
- Mönäyvär Saadetdin (Ishockeyspelare, konditor; 1934-2010)[29]
- Ymär Sali (Köpman, ordförande, företagare, affärsman; 1876-1951)[33]
- Batu Samaletdin (Bokförlag)[34]
- Sabah Samaletdin (Kommunchef; 1965-)[35]
- Habiburrahman Shakir (Imam, teolog, journalist; 1903-1975)[36]
- Sabira Ståhlberg, (Författare, forskare; 1969-)[23]
- Gäühär Tuganay (Poet; 1911-1998)[19]
- Ildar Wafin (Smyckesdesigner; 1995-)[37]
- Sämiulla Wafin (Köpman, handlare, kulturpersonlighet; 1909-1983)[38]